# 高島市今津総合運動公園
高島市今津総合運動公園（たかしまし いまづうんどうこうえん）とは、滋賀県高島市にある運動公園である。施設は高島市が所有し、公益財団法人ひばりが指定管理者として運営管理を行っている。

## 施設

### 野球場
名称は高島市今津総合運動公園今津スタジアム。社会人クラブチーム「OBC高島」の本拠地。また、2017年よりベースボール・チャレンジ・リーグ（2022年から日本海オセアンリーグ）に加入した滋賀ユナイテッドベースボールクラブ→オセアン滋賀ブラックスが2021年まで公式戦を実施していた（2018年は開催なし）。しかし、同チームが滋賀GOブラックスに改称して日本海オセアンリーグに所属する2022年は当初より試合が予定されず、実際にも開催はなかった。
- グラウンド面積：13,500m2
- 両翼：100m、中堅：122m
- 内野：黒土、外野：天然芝
- 収容人員：3,000人（内野席：110、外野席：804、芝生席：2,023）
- 照明：有
- スコアボード：磁気反転式

### その他
- 高島市今津B&G海洋センター
- テニスコート
- テニス&フットサルコート（サンルーフ今津）
- 多目的グラウンド
- グラウンドゴルフ場
- ゲートボール場（スパーク今津）
- モロコ釣り場